# Burqini

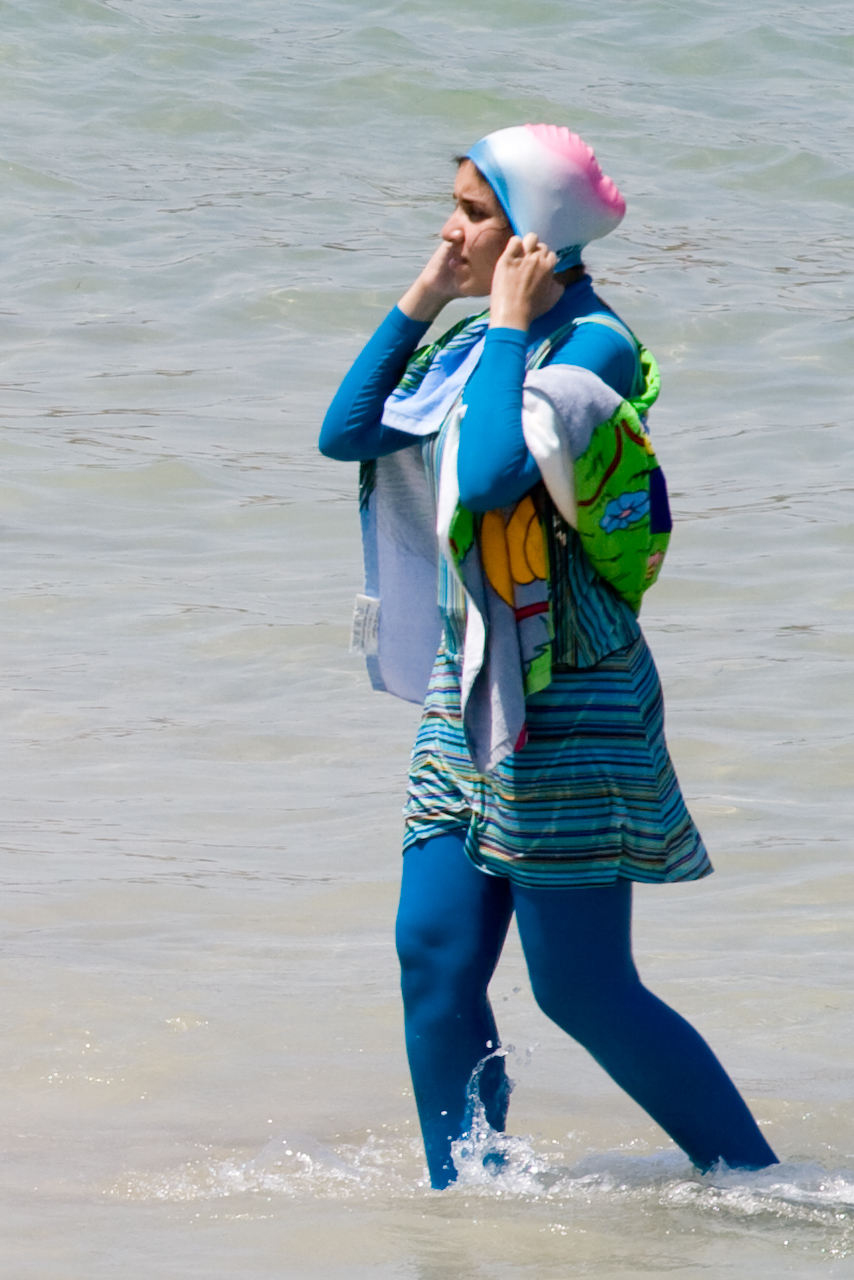
Donna in burqini

Il burqini (o burkini) è un tipo di costume da bagno femminile che copre interamente il corpo, esclusi la faccia, le mani e i piedi.
Generalmente, si compone di due pezzi: una tunica di media lunghezza con una cuffia-hijab integrata e i pantaloni da indossare sotto alla tunica.
Assieme all'hijab, al niqab e al burqa, è considerato un capo di abbigliamento puritano simbolo dell'oppressione della donna nel mondo islamico.

## Etimologia
La parola "burqini" è una parola macedonia che unisce i termini burqa e bikini, ed è un marchio registrato.
Tuttavia il burqini non copre il volto come il burqa, ma è più simile allo hijab.
In lingua francese è conosciuto anche come "costume da bagno oceanico" (maillot océanique).

## Storia
Nel 1993 compaiono i primi costumi da bagno femminili prodotti dall'azienda turca Haşema, Tesetturmayom. In Egitto, i primi costumi da bagno islamici furono prodotti e commercializzati a partire dall'anno 2000 con il nome di "costume da bagno sharia" e "hijab da nuoto": si trattava di un costume da bagno a collo alto, con le maniche ed una piccola gonna da indossare sopra i pantaloni lunghi.
Nel 2004 la stilista australiana di madre libanese Aheda Zanetti, proprietaria dell'azienda Ahiida, perfeziona il design del costume da bagno (inizialmente chiamato "hijood"), che viene brevettato a partire dal 2007 con il nome registrato "Burqini", utilizzando materiale sintetico leggero simile ai normali costumi da bagno. Il burqini venne poi adottato dal governo australiano come uno dei modelli di divisa per il proprio personale femminile musulmano impegnato nel salvataggio sulle spiagge. Nel 2016 Aheda Zanetti sostiene di aver venduto quasi 500.000 pezzi in dodici anni, con vendite in costante aumento.
Dal 2006 negli Stati Uniti tali costumi sono noti come "splashgear". Altre denominazioni sono "veilkini" e "MyCozzie".

## Descrizione
Il burqini, specificamente disegnato per le donne di religione islamica, copre tutto il corpo, ad eccezione del viso, delle mani e dei piedi, secondo i pretesi dettami dell'islamismo. Alcune versioni possono avere maniche e pantaloni corti (a due terzi), e senza cuffia. Viene prodotto con materiale sintetico leggero ed elasticizzato, simile ai normali costumi da bagno, al fine di permettere di nuotare e di asciugarsi rapidamente.
Il burqini è stato descritto come la soluzione perfetta per le donne musulmane che vogliono avere la possibilità di nuotare, senza la necessità di spogliarsi e rivelare il proprio corpo. L'aspetto è simile a quello di una muta subacquea dotata di cuffia integrata, ma sostanzialmente più flessibile e non fatta di neoprene; inoltre è molto simile al costume usato dai surfisti in inverno o nelle fredde acque oceaniche e al costume da bagno integrale da gara utilizzato nelle competizioni natatorie fino al 2009.
Il burkini viene utilizzato anche da donne ebree ortodosse, induiste e cristiane mormone, oltre che da persone che non intendono abbronzarsi.

## Controversie
Il burqini è considerato uno dei capi di abbigliamento puritani simboli dell'oppressione della donna nel mondo islamico.
L'uso del burqini è talvolta vietato nelle piscine e altri luoghi pubblici per presunti motivi igienici, sul presupposto che non sia consentito fare il bagno indossando gli abiti civili. Tuttavia, il burqini è un costume da bagno realizzato con lo stesso materiale sintetico dei normali costumi da bagno e, se correttamente indossato, non comporta problemi igienici differenti rispetto ad un normale costume. Peraltro, il tessuto che copre la testa funge da cuffia da nuoto, che trattiene i capelli. Anche in alcuni hotel del Marocco il burqini è stato vietato per motivi igienici.
Nell'estate 2009 alcuni sindaci dell'Italia settentrionale esponenti della Lega Nord emisero una serie di ordinanze locali per vietare l'uso di questo costume nelle piscine comunali, non solo per motivi igienici ma anche per "mantenere la pubblica decenza e serenità degli altri bagnanti, specialmente dei bambini". In molti casi, tuttavia, le sanzioni comminate per il mancato rispetto del divieto sono state successivamente annullate dall'autorità giudiziaria.
Nell'estate 2016, a seguito della strage di Nizza, una trentina di comuni francesi con prevalenza dal sud-est della Francia hanno vietato l'uso del burqini sulle spiagge, per motivi di ordine pubblico. Il primo a decidere di multare con un’ammenda di 38 euro le donne che indossano il costume islamico è stato David Lisnard, Primo cittadino di Cannes, del partito di centrodestra Ump. Con un’ordinanza datata 28 luglio 2016 vietava l'accesso alle spiagge e ai bagni a coloro che non avevano una tenuta rispettosa della laicità della Francia e delle regole d'igiene necessarie nel dominio pubblico marittimo. Pochi giorni dopo, il 5 agosto, anche Lionnel Luca, dello stesso orientamento politico, vietava l’ingresso nelle spiagge di Villeneuve-Loubet a tutti coloro che non usavano un abbigliamento corretto, rispettoso della laicità e del buon costume. Accadeva lo stesso in Corsica, a Sisco, in seguito a una violenta rissa scoppiata in spiaggia, tra alcuni nordafricani e dei giovani corsi per alcune foto scattate a donne che indossavano il burqini. Si sono uniti nei giorni seguenti altri comuni della Costa Azzurra: Beaulieu-sur-Mer, Cap d’Ail, Eze, Mandelieu-La Napoule, Mentone, Saint-Jean-Cap-Ferrat, Villefranche-sur-Mer e Saint-Laurent-du-Var. Infine, il 18 agosto, anche la città di Nizza, colpita dal grave attentato del 14 luglio, decideva di adottare la stessa linea restrittiva.
Per la città di Villeneuve-Loubet, il provvedimento di divieto è stato poi sospeso dal Consiglio di Stato, in quanto le motivazioni sono state ritenute insufficienti per la sua applicazione, creando un precedente sulla legalità del bando a livello nazionale.
L’opinione pubblica e la politica in Francia si erano spaccate. Il premier socialista Manuel Valls, appoggiato dai suoi sostenitori, si dichiarava favorevole alle scelte prese dai sindaci della Costa Azzurra. Per Valls il burqini è simbolo di un’ideologia fondata sull’asservimento della donna e pertanto non è compatibile con i valori laici della Repubblica francese. Il politico socialista considerava, inoltre, valide le motivazioni addotte dai primi cittadini relative alla necessità di mantenere la sicurezza e l’ordine pubblico in un momento di pericolo nazionale. Sostegno arrivava anche da tutto il centrodestra francese. Alcuni esponenti della dissidenza interna del Partito socialista, come Bonoit Hamon, avevano, invece, criticato le scelte prese, così come la maggioranza del Partito comunista. Nel dibattito era intervenuta anche Aheda Zanetti, creatrice del burqini. Intervistata dalla stampa francese, aveva precisato che il suo costume in Australia crea integrazione ed è stato concepito per la comodità delle donne che vogliono seguire un determinato stile di vita.